# Bracon lebasii
Bracon lebasii är en stekelart som beskrevs av Gaspard Auguste Brullé 1846. Bracon lebasii ingår i släktet Bracon och familjen bracksteklar. Inga underarter finns listade.